# Rolf Schweiger

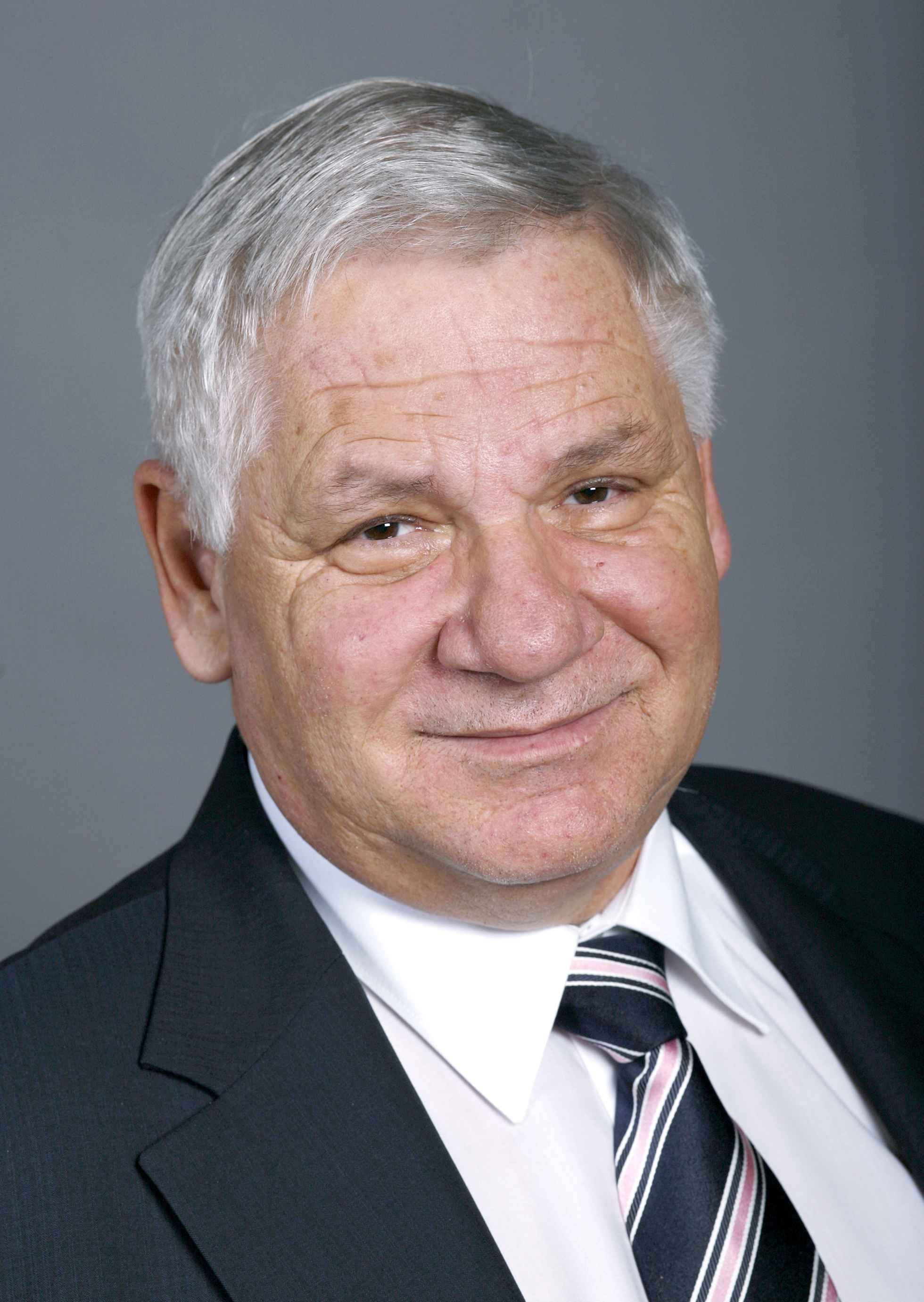
Rolf Schweiger (2007)

Rolf Schweiger (* 9. Januar 1945 in Baar; † 11. Januar 2025 ebenda) war ein Schweizer Rechtsanwalt und Politiker (FDP).

## Biografie
Schweiger studierte an der Universität Zürich Rechtswissenschaft und erhielt 1970 im Kanton Zug die Zulassung als Rechtsanwalt und Notar. Ab 1976 war er Partner beim Anwaltsbüro Schweiger Advokatur/Notariat, das später auf zwölf Rechtsanwälte anwuchs.
Als Mitglied der Freisinnig-Demokratischen Partei (FDP) begann 1970 sein politischer Werdegang mit der Wahl in den Zuger Kantonsrat, dem er zunächst bis 1974 und erneut von 1976 bis 1994 angehörte. Von 1980 bis 1994 präsidierte er die FDP-Fraktion.
Ab 1999 vertrat Schweiger den Kanton Zug im Ständerat. Im April 2004 übernahm er kurzzeitig das Präsidium der FDP Schweiz, musste aber im November auf Grund eines Burnouts zurücktreten. Im Mai 2011 gab er bekannt, dass er bei den Gesamterneuerungswahlen im Herbst 2011 nicht mehr antreten werde.
Von 2014 bis 2018 war Schweiger Mitglied des Verwaltungsrates der Crypto AG, einer in Zug domizilierten Firma, über die im Zusammenhang der Geheimdienst-Operation Rubikon viele Medien berichteten. Schweiger erklärte dazu, Verschlüsselungsfragen seien im Verwaltungsrat «kein Thema» gewesen.
Schweiger war verheiratet und Vater von zwei Söhnen. Er starb im Januar 2025 im Alter von 80 Jahren.